# Llanera (Torá)
Llanera es una entidad de población española del municipio de Torá, perteneciente a la provincia de Lérida, en la comunidad autónoma de Cataluña.

## Historia
Hacia mediados del siglo XIX, el lugar, por entonces cabeza de ayuntamiento, tenía contabilizada una población de 86 habitantes. Estaba formado por casas separadas unas de otras, situadas entre montes y barrancos. Aparece descrito en el décimo volumen del Diccionario geográfico-estadístico-histórico de España y sus posesiones de Ultramar de Pascual Madoz de la siguiente manera:

LLANERA: l. cab. del ayunt. de su nombre, al que estan agregados los pueblos de Vallferosa, Fontanet , Claret de Figuerola y Silles, en cada uno de los cuales reside un alc. p.; en la prov. de Lérida (13 leg.), part. jud. y dióc. de Solsona (3), aud. terr. y c. g. de Barcelona (14): las casas se hallan sit. entre montes y barrancos, reinando mas frecuentemenie vientos del S. y O., y su clima templado es propenso á las calenturas intermitentes: se compone de 11 casas de antigua construccion, separadas unas de otras; igl. parr. (San Martin), cuyo curato es de entrada, y se halla servido por un cura párroco, y un cementerio contiguo á la casa en que habita este: los vec. se sirven para beber y otros usos, de las aguas de varias balsas del térm.: confina este por el N. con el de Llobera; E. el de Ardebol; S. Clavet de Figuerola, y O. Vallferosa: le cruza un riach. con el mismo nombre de este pueblo, que nace en el térm. de Llobera, y va á desaguar en el r. Segre. El terreno es de bosque, yermos y rocales, todo de secano, con varios montecillos poblados de pinos y encinas, y yerbas de matorrales para el poco ganado que crian los vec.: dirigen los caminos á Tervia y Solsona en mal estado. El correo lo reciben de Torá. prod.: centeno: cria caza de conejos, liebres y perdices. ind.: agricultura y un molino harinero que solo muele á temporadas. pobl.: 14 vec., 86 almas. cap. imp.: 51,312 rs. contr.: el 14,48 por 100 de esta riqueza.
(Madoz, 1847, pp. 480-481)

Hacia la década de 1850 incorporó en su municipio a las localidades de Claret, Fontanet, Celles y Vallferosa. Hasta la reforma de la nomenclatura municipal de 1916 el municipio se llamaba simplemente Llanera. En dicha fecha su nombre fue modificado por el de Llanera del Arroyo.    En 1968 el municipio de Llanera del Arroyo desapareció, al ser incorporado al de Torá.

## Demografía
En 2022, la entidad singular de población de Llanera tenía empadronados 21 habitantes.
| Gráfica de evolución demográfica de Llanera del Arroyo entre 1842 y 1960 |
| |
| Población de derecho según los censos de población del INE Población de hecho según los censos de población del INEEn estos censos se denominaba Llanera: 1842, 1857, 1860, 1877, 1887, 1897, 1900 y 1910 Entre el censo de 1857 y el anterior, crece el término del municipio porque incorpora a 255118 (Celles), 255127 (Claret), 255174 (Fontanet), 255382 (Vallferosa) Entre el censo de 1970 y el anterior, este municipio desaparece porque se integra en el municipio 25223 (Torá) |

## Patrimonio
En el lugar hay una iglesia bajo la advocación de San Martín.